# Plasmidi
Un plasmidi és una molècula d'ADN circular de doble cadena pròpia dels organismes procariotes, que pot existir i replicar-se independentment del cromosoma o estar-hi integrat. Un plasmidi s'hereta de forma estable, però no és necessari per al creixement ni per a la reproducció de la cèl·lula hoste.
Les molècules d'ADN plasmídic, adopten una conformació tipus doble hèlix de la mateixa manera que l'ADN dels cromosomes. S'han trobat plasmidis en quasi tots els bacteris. La seva longitud i abundància són variables depenent del tipus, però generalment solen guardar una relació inversa entre la longitud i la seva abundància. És a dir, a major longitud menys nombre de còpies per cèl·lula i pot variar d'una a diversos centenars de còpies.
Alguns plasmidis tenen la capacitat d'inserir-se en el cromosoma bacterià. S'anomenen plasmidis integrables. Emprant seqüències específiques de l'ADN identifica un punt d'ancoratge i s'insereix. Quan el plasmidi s'ha integrat se l'anomena episoma.
Generalment els plasmidis aporten gens funcionals que no es troben en el cromosoma i solen ser els responsables de les resistències a antibiòtics o aportar alguna ruta metabòlica per a aprofitar substrats.
Si dos plasmidis poden conviure en una mateixa cèl·lula pertanyen a grups d'incompatibilitat diferents.
La mida dels plasmidis varia des d'1 fins a 1.000 parells de kilobases (kbp).
El nombre de plasmidis idèntics en una única cèl·lula pot anar d'un sol plasmidi fins a milers, en determinades circumstàncies. Els plasmidis es troben associats amb la conjugació bacteriana, un mecanisme de transferència horitzontal de gens. El terme plasmidi va ser inicialment introduït pel biòleg molecular americà Joshua Lederberg l'any 1952.
Els plasmidis són considerats elements genètics de transferència, o «replicons», capaços de replicar-se de manera autònoma en un hoste adequat. Els plasmidis poden trobar-se en aquests tres principals regnes: arqueus, bacteris i eucariotes. Semblants als virus, els plasmidis no són considerats com una forma de vida.
A diferència dels virus, els plasmidis són DNA «nu» i no necessàriament codifiquen gens per recobrir el material genètic a transferir a un nou hoste. La transferència de plasmidis entre hostes requereix processos de transferència mecànica per conjugació o canvis en l'expressió dels gens de l'hoste que permetin l'absorció de l'element genètic per transformació. La transformació microbiana amb plasmidis de DNA no és ni paràsita ni simbiòtica per naturalesa, cada una implica la presència d'espècies independents que conviuen en una situació de comensalisme o un estat perjudicial amb l'organisme hoste. Això no obstant, els plasmidis proveeixen un mecanisme per a la transferència horitzontal de gens en una població de microbis i típicament aporta avantatges selectives en un determinat estat ambiental. Els plasmidis poden portar gens que proveeixen resistència a antibiòtics naturals en un entorn competitiu, o alternativament, les proteïnes produïdes poden actuar com a toxines en circumstàncies semblants. Els plasmidis també poden proveir els bacteris amb capacitat de fixar nitrogen molecular o degradar components orgànics derivats de calci que li proporcionen un avantatge en condicions de falta de nutrients.

## Vectors
Hi ha més de dues possibilitats d'integració dels plasmidis en un bacteri hoste, aquestes dues són les principals: replicació no integrant dels plasmidis, mentre que els episomes, l'altre exemple, s'integren en el cromosoma hoste.

Formes d'integració d'un plasmidi a la cèl·lula hoste: els plasmidis que no s'hi integren es repliquen com a la part superior de la imatge, mentre que els de la part inferior de la imatge s'hi integren

Els plasmidis utilitzats en enginyeria genètica s'anomenen vectors. Els plasmidis serveixen com a eines importants en laboratoris de genètica i biotecnologia, on comunament són utilitzats per multiplicar (fer moltes còpies) o expressar gens particulars. Molts estan disponibles comercialment per a aquests usos. El gen que ha de ser replicat és inserit en còpies d'un plasmidi que conté gens que fan les cèl·lules resistents a antibiòtics particulars i a múltiples llocs de clonació (MSC o poli-unió), que és una regió curta amb llocs comuns de restricció que faciliten la inserció de fragments de DNA en aquesta localització. A continuació els plasmidis són inserits en el bacteri mitjançant un procés anomenat transformació. Després, el bacteris són exposats als antibiòtics concrets. Només els bacteris que agafen còpies de plasmidis sobreviuen, fent-los el plasmidi resistents. En particular, els gens protectors són expressats (solen fabricar una proteïna) i la proteïna expressada romp els antibiòtics. En aquesta situació els antibiòtics actuen com un filtre per seleccionar només els bacteris modificats. Ara aquests bacteris poden créixer en grans quantitats, cultivar-se i lisar-se (sovint utilitzant el mètode de la lisi alcalina) per aïllar el plasmidi d'interès. Un altre ús principal dels plasmidis és fabricar grans quantitats de proteïnes. En aquest cas, els investigadors cultiven bacteris que contenen un plasmidi amb el gen d'interès. Quan el bacteri fabrica proteïnes per conferir resistència a l'antibiòtic, també pot ser induït per produir proteïnes del gen inserit. Hi ha una manera ràpida i fàcil per fabricar masses de gens o la proteïna codificada pel gen en qüestió; per exemple, la insulina i un antibiòtic. Això no obstant, un plasmidi pot contenir insercions de només 1 a 10 kbp. Per clonar fragments de DNA més grans, els cosmidis, poden resultar útils cromosomes artificials de bacteris o cromosomes artificials de llevats.

## Teràpia gènica
L'èxit de la teràpia gènica depèn de la inserció eficient de gens terapèutics en el cromosoma apropiat en el genoma humà, sense causar ferides cel·lulars, mutacions oncogèniques (càncer) o una resposta immunitària. Els vectors de plasmidis podrien ser útils per a aquests propòsits. Les ZNFs causen una ruptura del genoma de DNA i una recombinació homòloga. Això permet una correcció del gen desitjat en cèl·lules humanes. Els plasmidis codificant ZFN podrien ser usats per entregar un gen terapèutic en un lloc preseleccionat del cromosoma. Aquesta aproximació a la teràpia genètica podria ser menys problemàtica que l'alternativa basada en virus de gens terapèutics.

## Evolució
Des d'una perspectiva evolutiva, els plasmidis es poden considerar elements genètics, ja que en molts casos no comparteixen interessos evolutius amb el cromosoma de la cèl·lula on es troben. Els plasmidis contenen gens pel seu propi manteniment i transmissió, els quals poden representar una càrrega fisiològica extra per a la cèl·lula. No obstant, els plasmidis poden conferir funcions molt beneficioses per les cèl·lules en determinades condicions, com ara gens de resistència a antibiòtics en un ambient de selecció amb aquestes molècules.
Estudis recents han demostrat que els gens transportats per plasmidis evolucionen d’una forma diferent dels mateixos gens situats als cromosomes. Això suggereix que els plasmidis son molt més que vehicles de transmissió.

## Tipus
Una manera d'agrupar plasmidis és segons la seva capacitat per transferir-se a altres bacteris. Els plasmidis de conjugació contenen els anomenats tra-gens, els quals duen a terme el complex procés de conjugació, la transferència de plasmidis a un altre bacteri. Els bacteris no conjugatius són incapaços d'iniciar la conjugació, només poden ser transferits amb l'ajuda de bacteris conjugats per “accident”. Una classe intermèdia de plasmidis són mobilitzats i porten només una part dels gens requerits per transferir. Poden parasitar un bacteri conjugat, transferint a una alta freqüència només en la seva presència. Els plasmidis són ara útils per manipular DNA i possiblement poden ser una eina per curar moltes malalties. És possible per diferents tipus de plasmidis coexistir en una única cèl·lula. S'han trobat diferents plasmidis en Escherichia coli. Però els plasmidis relacionats sovint són incompatibles, en el sentit que només un d'ells sobreviu en la línia de la cèl·lula, degut a la regulació de les funcions vitals dels plasmidis. Això no obstant, els plasmidis poden ser assignats a grups compatibles. Una altra manera de classificar els plasmidis és segons la funció. Hi ha quatre classes principals:
- F- plasmidis fertilitzants que contenen tra-gens. Són capaços de realitzar la conjugació (transferència de material genètic entre bacteris en contacte)
- R-plasmidis resistents, que contenen gens que poden ser resistents a antibiòtics o verins i ajudar els bacteris a produir pilis. Històricament coneguts com a R-factors, abans que la naturalesa dels plasmidis fos entesa.
- Col-plasmidis que contenen gens que codifiquen (determinen la producció de) bactericides, proteïnes que poden matar altres bacteris.
- Plasmidis degradadors, que faciliten la digestió de substàncies inusuals com toluè o àcid siàlic.

Els plasmidis poden pertànyer a més d'un d'aquests grups funcionals. Els plasmidis que existeixen només com una o poques còpies a cada bacteri es troben, en la divisió cel·lular, en perill de perdre's en un dels bacteris segregats. Aquestes úniques còpies de plasmidis tenen sistemes, els quals intenten activament distribuir una còpia a ambdues cèl·lules filles. Alguns plasmidis inclouen un sistema d'addició o sistema assassí post segregacional. Produeixen un verí de llarga durada i un antídot de curta durada. Les cèl·lules filles que retenen una còpia del plasmidi sobreviuen, mentre que la cèl·lula filla que no hereta el plasmidi mor o pateix una taxa de creixement reduïda a causa del verí de la cèl·lula mare.

## Plasmidis de llevats
Altres tipus de plasmidis, sovint relacionats amb vectors de clonació de llevats inclouen:
- Plasmidi de llevat integratiu, vectors de llevats que confien en la integració al cromosoma hoste per sobreviure i replicar-se, i normalment són utilitzats a l'hora d'estudiar la funcionalitat d'un sol gen o quan un gen és tòxic. També estan connectats al gen URA3, que codifica un enzim relacionat amb la biosíntesi dels nucleòtids pirimidínics (timina i citosina).
- Plasmidi de llevat replicatiu, el qual transporta una seqüència de cromosoma de DNA que inclou un origen de replicació. Aquests plasmidis són menys estables, ja que poden perdre's durant la divisió cel·lular.

## Extracció d'ADN de plasmidis
Com s'ha dit abans, els plasmidis són sovint utilitzats per purificar una seqüència específica, ja que poden ser purificats fàcilment de la resta del genoma. Per al seu ús com vector i per clonació molecular, els plasmidis han de ser aïllats. Hi ha diversos mètodes per aïllar plasmidis dels bacteris, els arquetipus dels quals són el miniprep i el maxiprep. El primer pot ser utilitzat ràpidament per descobrir si el plasmidi és el correcte a qualsevol dels clons dels bacteris. El producte és una petita quantitat de plasmidi impur, el qual és suficient per a l'anàlisi i per a algunes tècniques de clonació. Volums més grans de suspensions bacterianes són cultivades on el maxiprep pot ser utilitzat. Essencialment és un miniprep augmentat d'escala seguit d'una purificació addicional. Això resulta en grans quantitats relatives de plasmidi molt pur. Recentment molts kits comercials s'han creat per dur a terme extracció de plasmidis a diverses escales, puresa i nivells d'automatització.

## Conformacions
L'ADN plasmídic pot aparèixer en una de cinc conformacions, les quals (donat una certa mida) corren a velocitats diferents al gel durant l'electroforesi. Les conformacions s'enumeren avall en ordre de mobilitat electroforètica (velocitat per a un voltatge aplicat) de la més lenta a la més ràpida:
“Oscat” circularl'ADN té un filament tallat.
Circular relaxatl'ADN està completament intacte amb ambdós filaments sense tallar, però ha estat enzimàticament relaxat (s'han llevat les superespirals).
Linearl'ADN té extrems lliures, o perquè els dos filaments han estat tallats o perquè l'ADN era lineal in vivo.
Superespirall'ADN està completament intacte en els dos filaments sense tallar, i amb un gir que resulta en una forma compacta.
Superespiral desnaturalitzadal'ADN és com la superespiral, però té regions desaparellades que el fan un poc menys compacte, cosa que pot ser resultat de l'excessiva alcalinitat durant la preparació del plasmidi. La taxa de migració per a petits fragments lineals és directament proporcional al voltatge aplicat a valors baixos de voltatge. A alts valors de voltatge, fragments més grans migren a taxes que s'incrementen de manera diferent contínuament. Per tant, la resolució d'un gel disminueix amb un increment de voltatge. A un voltatge baix específic, la taxa de migració de petits fragments lineals d'ADN és en funció de la seva llargària. Llargs fragments lineals (de més de 20kb) migren a una certa taxa fixada a pesar de la seva llargària. Això és perquè les molècules repten, amb la massa de la molècula seguint el final d'aquesta a través de la matriu del gel. Els enzims de restricció són freqüentment utilitzats per analitzar plasmidis purificats. Aquests enzims tallen específicament l'ADN en certes seqüències curtes. El fragments lineals resultants formen bandes després de l'electroforesi del gel. És possible purificar certs fragments tallant les bandes del gel i dissolvent el gel per alliberar els fragments d'ADN. Degut a la seva conformació estreta, la forma superespiral migra més ràpid a través del gel que l'ADN lineal o “oscat”.

## Simulació de plasmidis
L'ús de plasmidis com una tècnica en biologia molecular és ajudat per software bioinformàtic. Aquests programes, que graven la seqüència de DNA de vectors plasmidis, ajuden a predir els llocs de tall dels enzims de restricció i a planificar manipulacions.